# Diochlistus gracilis
Diochlistus gracilis is een vliegensoort uit de familie Mydidae. De wetenschappelijke naam van de soort is, geplaatst in het geslacht Cephalocera, voor het eerst geldig gepubliceerd in 1847 door Macquart.
De soort komt voor in Australië.